# Graphigona
Graphigona là một chi bướm đêm thuộc họ Noctuidae.

## Các loài
- Graphigona regina Guenée in Boisduval và Guenée, 1852